# 盖森海姆
盖森海姆（德語：Geisenheim，發音：[ˈɡaɪzn̩ˌhaɪm] ⓘ）是德国黑森州达姆施塔特行政区莱茵高-陶努斯县的城市，面积40.34平方千米，2023年12月31日人口为11,776人。

## 友好城市
- 法國 皮利尼蒙拉谢
- 法國 绍维尼
- 義大利 特里诺
- 匈牙利 賽倫奇